# 引坂理絵
引坂 理絵（ひきさか りえ、9月11日 - ）は、日本の女性声優。鹿児島県出身。ステイラック所属。

## 来歴
小学生の頃から見ていたテレビアニメ『犬夜叉』に憧れて声優を目指す。
2015年にステイラックにワークショップ生として参加後、2016年に声優デビュー。
2018年、『HUGっと!プリキュア』でテレビアニメの初主役となる野乃はな / キュアエール役を演じる。前作となる『キラキラ☆プリキュアアラモード』ではヤパパ役などを演じていた。

## 人物
趣味・特技はイラスト、オリジナルダンス。
プリキュアシリーズは中学2・3年生の頃に初代作『ふたりはプリキュア』を見ていた。また、『HUGっと！プリキュア』（第21・22・36・37話）とシリーズ映画作品『映画 HUGっと!プリキュア♡ふたりはプリキュア オールスターズメモリーズ』において、自身が見ていた『ふたりはプリキュア』で美墨なぎさ / キュアブラック役を演じた本名陽子と雪城ほのか / キュアホワイト役を演じたゆかなと共演する。
『HUGっと！プリキュア』のテープオーディションでは、愛崎えみる / キュアマシェリ役とはぐたん役を受けていた。その後、野乃はな / キュアエール役のオーディションに呼ばれ、「受かる受からないじゃなくて、とにかく楽しもう」という気持ちで自分の思うまま、身体を精一杯動かして臨んだという。

## 出演
太字はメインキャラクター。

### テレビアニメ
2016年
- はなかっぱ（2016年 - 2018年、アリ二郎）

2017年
- キラキラ☆プリキュアアラモード（2017年 - 2018年、ライブ客 / 生徒、女子生徒、ヤパパ、光岡じゅんこ、野乃はな / キュアエール 他）
- ぴったんこ!ねこざかな（チン平、カモメ母、カバ妻、ウミガメ坊や、老婆）
- プリンセス・プリンシパル（メリージェン）
- それいけ!アンパンマン（2017年 - 2020年、ネコ美、チューリップさん〈4代目〉、姉妹、キイ子、リスの女の子）
- ドラえもん（テレビ朝日版第2期）（ボクちゃん）
- 血界戦線 & BEYOND（子供たち）

2018年
- ヴァイオレット・エヴァーガーデン（リリアン、アイリスの甥、女性）
- Fate/EXTRA Last Encore（女子生徒）
- HUGっと!プリキュア（2018年 - 2019年、野乃はな / キュアエール）
- ポプテピピック（2018年 - 2022年、ベーコンムシャムシャくん〈第8話Aパート〉、うさぎD、モブ主人公） - 2シリーズ
- レイトン ミステリー探偵社 〜カトリーのナゾトキファイル〜（ブレッダ）
- 実験品家族 -クリーチャーズ・ファミリー・デイズ-（女性キャスター、少女）
- カードファイト!! ヴァンガード（2018年 - 2020年、ういんがる、閃光の盾 イゾルデ、女子生徒、ファン、詩聖のパルテノス 他） - 3シリーズ
- 俺が好きなのは妹だけど妹じゃない（女性ファン）

2019年
- マナリアフレンズ（エルフ娘）
- イナズマイレブン オリオンの刻印（チェ・リン）
- ワンパンマン（女性市民C）
- おじゃる丸（客、カップル）
- どろろ（子供）
- コップクラフト（娼婦）
- GO!GO!アトム

2020年
- へやキャン△（女子中学生）
- 体操ザムライ（ちびっこC、男の子B、ジュニア女子C）

2021年
- 不滅のあなたへ（2021年 - 2023年、マーチ） - 2シリーズ
- BLUE REFLECTION RAY/澪（少女）
- NOMAD メガロボクス2（ミゲル）
- 遊☆戯☆王SEVENS（2021年 - 2022年、ドローン、ファンの女の子）
- Sonny Boy（ヒメ）
- ワッチャプリマジ!（2021年 - 2022年、チムム、子供）

2022年
- プリンセスコネクト!Re:Dive Season 2（子供A）
- 異世界薬局（ルイ）
- 東京ミュウミュウ にゅ〜♡（2022年 - 2023年、ルーチャ） - 2シリーズ
- アオアシ（ロアン美濃〈小学生〉）
- 聖剣伝説 Legend of Mana -The Teardrop Crystal-（学生）
- 4人はそれぞれウソをつく（宇宙タコ、先生）

2023年
- 英雄王、武を極めるため転生す 〜そして、世界最強の見習い騎士♀〜（ミユミ）
- ヴィンランド・サガ（子供）
- ひろがるスカイ!プリキュア（キュアエール）
- 異世界召喚は二度目です（アーメル / メルアー）
- 天国大魔境（5期生）
- 薬屋のひとりごと（2023年 - 2025年、桜花、里樹妃の侍女、毛毛） - 2シリーズ
- 七つの大罪 黙示録の四騎士（妖精）
- 魔法使いの嫁 SEASON2（女子生徒）
- SPY×FAMILY（イーデン校生徒）

2024年
- 即死チートが最強すぎて、異世界のやつらがまるで相手にならないんですが。（城ヶ崎ろみ子）
- 魔法少女にあこがれて（子供B）
- ダンジョン飯（子オーク）
- 烏は主を選ばない（雪雉）
- 夜のクラゲは泳げない（男子）
- 俺は全てを【パリイ】する 〜逆勘違いの世界最強は冒険者になりたい〜（ノール母）
- かつて魔法少女と悪は敵対していた。（男の子、魔法少女の相棒猫）
- パーティーから追放されたその治癒師、実は最強につき（アマースト）
- ありふれた職業で世界最強 season 3（侍女A）
- ぷにるはかわいいスライム（2024年 - 2025年、虎馬幼稚園園児） - 2シリーズ
- メカウデ（サイト）

2025年
- アオのハコ
- ちくわ戦記〜おれのカワイイで地球侵略〜（ナレーション、犬宮寧々）
- LAZARUS ラザロ（少女）
- クラシック★スターズ（リストの兄、ロスト・シューマン）
- 俺は星間国家の悪徳領主!（ユリーシア）
- 白豚貴族ですが前世の記憶が生えたのでひよこな弟育てます（宇都宮アリス）
- 強くてニューサーガ（ゴウ）

### 劇場アニメ
2018年
- プリキュアシリーズ（2018年 - 2023年、野乃はな / キュアエール） - 5作品

2020年
- 泣きたい私は猫をかぶる（溝口詩織）
- 劇場版ヴァイオレット・エヴァーガーデン（子供）
- BURN THE WITCH（オスシちゃん）

2022年
- ブルーサーマル（佐藤の友人）
- 犬王

2024年
- デッドデッドデーモンズデデデデデストラクション（ヒネ美） - 前章

2025年
- たべっこどうぶつ THE MOVIE
- ヴァージン・パンク Clockwork Girl（園児）

### Webアニメ
- アニメぷそ煮コミ（2019年 - 2020年、テトラ[30]） - 2シリーズ[一覧 8]
- ゲンガーになっちゃった!?（2021年、ドラメシヤ[31]）
- スペシャルアニメ「死役所」（2022年[32]）
- TIGER & BUNNY 2（2022年、子供）
- いのち、暮らしを、まもる人（2022年、島民[33]）
- しーちゃんのごちそう（2022年 - 2023年、しーちゃん）
- 悪魔くん（2023年、百目）
- BURN THE WITCH ＃0.8（2023年、オスシちゃん[34]）

### ゲーム
2017年
- ルナプリ from 天使帝國（ベリル）
- サウザンドメモリーズ（フィレル）
- グランマルシェの迷宮（プラチナ、シャン）
- 幻獣姫（パンドラ）
- クイズRPG 魔法使いと黒猫のウィズ（2017年 - 2019年、エネリー・ネリー、レイル・ステイル）
- 刻のイシュタリア（サーニャ、ワダツミ）
- 白猫プロジェクト（ケータ）
- セブンズストーリー（エステア、ダリア）

2018年
- 東京コンセプション
- プリキュア つながるぱずるん（野乃はな / キュアエール）
- 征戦!エクスカリバー（フロスト、ミレディ）
- 妖怪百姫たん!（大魔縁、白峯大明神）
- メギド72（2018年 - 2023年、サラ）
- フリージング エクステンション（サイトウ・ユマ）
- プリンセスコネクト！Re:Dive（2018年 - 2019年、女性、男の子、参拝客、雨神様 他）
- なりキッズパーク HUGっと!プリキュア（野乃はな / キュアエール）

2019年
- ファンタシースターオンライン2 es（ドリームマスター）
- ファイティングEXレイヤー（エリア）

2020年
- マルコと銀河竜（恩田游子）
- オランピアソワレ（カメリア）
- エコーズオブパンドラ（カヴェナンター）
- BLEACH Brave Souls（オスシちゃん）
- 幻獣契約クリプトラクト（2020年 - 2022年、テフレア、パイソン）
- ロボットガールズZ ONLINE（ロム姉さん）

2021年
- 東方LostWord（比那名居天子、博麗霊夢〈月戦型シャーマン〉、魂魄妖夢〈月戦型ガーデナー〉、鈴仙・優曇華院・イナバ〈月戦型ソルジャー〉、東風谷早苗〈月戦型オラクル〉）
- WAR OF THE VISIONS ファイナルファンタジー ブレイブエクスヴィアス 幻影戦争（シルマ）
- DCスーパーヒーローガールズ ティーンパワー（トイマン）
- ラチェット&クランク パラレル・トラブル（キット）
- ワッチャプリマジ!（2021年 - 2023年、チムム） - 2作品
- グランブルーファンタジー（2021年 - 2024年、イーウィヤ〈ネコ〉）

2022年
- オメガストライカーズ（ルナ）
- ドラゴンクエストX 目覚めし五つの種族 オフライン（ガルミィ）

2023年
- 無期迷途（トト）
- League of Legends（ブライアー）

### ドラマCD
- バンドやろうぜ! デュエル・ギグ!vol.2 -Cure2tronEDITION-（2017年）

### オーディオブック
- 謎解きはディナーのあとで[50]
- 断罪された悪役令嬢は、逆行して完璧な悪女を目指す（2024年、朗読）

### デジタルコミック
- 死んだら悪役令息で幻のΩなんて冗談じゃない！（2023年、ハル〈9歳〉、侍女1、すて犬）[51]

### CM
- 本山製作所100周年記念CM「未来につなぐ」篇（2024年、息子B[52]）

### 吹き替え

#### 映画
- ザ・プロジェクト 瞬・間・移・動（2016年、リブ）
- マッド・ドライヴ（2017年、ミリー、デビー、ケイティ、CA女、留守電アナ女）
- アナライザー（2017年、レポーター女、警察官女、警察無線女、場内アナウンス女、女子アナ）
- トラウマゲーム 恐怖体験アトラクション（2018年）
- キスから始まるものがたり（2018年、オリヴィア〈ジェシカ・サットン〉）
- シャークネード ラスト・チェーンソー 4DX（2018年、クラウディア・シェパード〈ライアン・ニューマン〉）
- ウィリー ヒロイン救出大作戦!!（2018年）
- レベッカ（2019年）
- 僕の中のあいつ（2019年、ヒョンジョン〈イ・スミン〉）
- ラスト・ツアー（2019年、ジニー〈ケイト・マイカッチ〉）
- アニマルクラッカー まほうのサーカス（2020年）
- ライジング・ホーク 猛軍襲来（2021年、ミロスラヴァ〈ポピー・ドレイトン〉[53]）

#### ドラマ
- クレイジー・エックス・ガールフレンド シーズン3 （2017年、アシスタント）
- 孫悟空の遊勇伝 シーズン1（2018年、アルブリン）
- ノスフェラトゥ（2019年、ミリー・マンクス）
- クィア・アイ シーズン4（2019年、ルーシー）
- マザー・ファザー・サン（2019年）
- ドリー・パートンのハートフル・ソング（2019年）
- ゴーストライター（2019年）
- ウソつきはどっち!?（2020年、スペンサー）
- 還魂（2022年、スニ）
- DOC あすへのカルテ（2023年、スザンナ・ラッザリーニ）
- 君を嫌いになる方法（2023年、ダソム〈キム・ユジン〉[54]）

#### アニメ
- バンピリーナとバンパイアかぞく（2017年、シュキリア）
- アドベンチャー・タイム（2018年、レニー）
- ぼくの名前はズッキーニ（2018年、ベアトリス[55]）
- ドラゴンレスキューライダーズ（2019年）
- ビクター&バレンティノ（2019年、シャーリーン[56]）
- ナッツジョブ リバティパーク奪還作戦!!（2020年、レッド・ライン）
- マオマオ ピュアハートのヒーロー（2020年、ラブリバット[57]）
- 弱虫スクービーの大冒険（2020年、ヴェルマ[58]）
- スポンジ・ボブ
- 魔道祖師（2021年、江 澄〈幼少期〉）
- キャッチ!ティニピン（2022年 - 2024年、ハチュピン[59][60]） - 2シリーズ[一覧 10]
- トランスフォーマー アーススパーク（2024年、ロザート[61]）
- 卓球少女 -閃光のかなたへ-（2025年、三姉妹〈次女〉[62]）

### 舞台・朗読劇
- 朗読劇「オランピアソワレ ～Un Cadeau pour toi～」（2022年4月24日、福生市民会館 大ホール） - カメリア 役[63]
- ワッチャ！リーディング！マジック！（2023年9月15日 - 16日、一ツ橋ホール） - チムム 役[64]
- リーディングドラマ『かくして、瞬く』（2023年11月17日 - 19日、恵比寿エコー劇場） - 四ツ谷円 役[65]

### ナレーション
- アニメイトテレビCM「ツキトモ編」「白と黒のアリス編」
- まっちんぐ♡アツシ先生（AbemaTV）
- 浪川&岡本 ボイコミ ラボ（BSJapanext、2023年4月 - ）二代目ナレーター

## ディスコグラフィ

### キャラクターソング
| 発売日  | 商品名                                                                          | 歌 | 楽曲                                                | 備考                                                  |
| 2018年  | 2018年                                                                          | 2018年 | 2018年                                              | 2018年                                                |
| ------- | ------------------------------------------------------------------------------- | --- | --------------------------------------------------- | ----------------------------------------------------- |
| 3月7日  | We can!! HUGっと！プリキュア/HUGっと！未来☆ドリーマー                           | キュアエール（引坂理絵）、キュアアンジュ（本泉莉奈）、キュアエトワール（小倉唯）                                                           | 「HUGっと！未来☆ドリーマー」                        | テレビアニメ『HUGっと！プリキュア』エンディングテーマ |
| 5月23日 | HUGっと！プリキュア キャラクターシングル                                        | キュアエール（引坂理絵） | 「フレフレ！アイム・ア・チアリーダー!!」            | テレビアニメ『HUGっと！プリキュア』関連曲             |
| 7月4日  | HUGっと！プリキュア ボーカルアルバム パワフル♥エール                            | 野乃はな（引坂理絵）、はぐたん（多田このみ）                                                                                               | 「ハグはぎゅマジック」                              | テレビアニメ『HUGっと！プリキュア』関連曲             |
| 7月4日  | HUGっと！プリキュア ボーカルアルバム パワフル♥エール                            | キュアエール（引坂理絵）、キュアアンジュ（本泉莉奈）、キュアエトワール（小倉唯）                                                           | 「ZUTTO 在る ココに」                               | テレビアニメ『HUGっと！プリキュア』関連曲             |
| 7月4日  | HUGっと！プリキュア ボーカルアルバム パワフル♥エール                            | キュアエール（引坂理絵）、キュアアンジュ（本泉莉奈）、キュアエトワール（小倉唯）、キュアマシェリ（田村奈央）、キュアアムール（田村ゆかり） | 「HUGっと！未来☆ドリーマー（5 PRECURE Ver.）」      | テレビアニメ『HUGっと！プリキュア』関連曲             |
| 8月22日 | HUGっと！YELL FOR YOU                                                           | キュアエール（引坂理絵）、キュアアンジュ（本泉莉奈）、キュアエトワール（小倉唯）、キュアマシェリ（田村奈央）、キュアアムール（田村ゆかり） | 「HUGっと！YELL FOR YOU」                           | テレビアニメ『HUGっと！プリキュア』エンディングテーマ |
| 2019年  |                                                                                 | |                                                     |                                                       |
| 1月16日 | HUGっと！プリキュア ベストアルバム Cheerful Songs Best                          | 野乃はな（引坂理絵）、薬師寺さあや（本泉莉奈）、輝木ほまれ（小倉唯）、愛崎えみる（田村奈央）、ルールー・アムール（田村ゆかり）             | 「キミとともだち（One For All, All For One Ver.）」 | テレビアニメ『HUGっと！プリキュア』挿入歌             |
| 2022年  |                                                                                 | |                                                     |                                                       |
| 3月25日 | TVアニメ『ワッチャプリマジ！』キャラクターソングミニアルバム PUMPING WACCHA! 01 | 弥生ひな（内田彩）、チムム（引坂理絵） | 「Starlight!」                                      | テレビアニメ『ワッチャプリマジ！』挿入歌              |
| 7月20日 | TVアニメ『ワッチャプリマジ！』キャラクターソングミニアルバム PUMPING WACCHA! 03 | みゃむ（小池理子）、チムム（引坂理絵）、きゃろん（吉河順央）                                                                               | 「チェックワンツー」                                | テレビアニメ『ワッチャプリマジ！』エンディングテーマ  |
| 2024年  |                                                                                 | |                                                     |                                                       |
| 1月24日 | The Six Dragons' Mini Album 〜GRANBLUE FANTASY〜                                | ワムデュス（長縄まりあ）、イーウィヤ（引坂理絵）、ル・オー（佐藤拓也）                                                                     | 「Live The Distorted world」 「Absolute Deity」     | ゲーム『グランブルーファンタジー』関連曲              |

## ライブ

### 合同ライブ
| 出演日        | タイトル                            | 会場         |
| ------------- | ----------------------------------- | ------------ |
| 2024年1月21日 | 全プリキュア 20th Anniversary LIVE! | 横浜アリーナ |

### シリーズ一覧
1. ↑  第1シリーズ（2018年）、第2シリーズ（2022年）
2. ↑  中・高校生編（2018年 - 2019年）、新右衛門編（2019年）、『外伝 イフ-if-』（2020年）
3. ↑  第1シリーズ（2021年）、第2シリーズ（2022年 - 2023年）
4. ↑  第1期（2022年）、第2期（2023年）
5. ↑  第1期（2023年 - 2024年）、第2期（2025年）
6. ↑  第1期（2024年）、第2期（2025年）
7. ↑  『映画 プリキュアスーパースターズ!』（2018年）[21]、『映画 HUGっと!プリキュア』（2018年）[22][23]、『映画 プリキュアミラクルユニバース』（2019年）[24]、『映画 プリキュアミラクルリープ みんなとの不思議な1日』（2020年）[25]、『映画 プリキュアオールスターズF』（2023年）
8. ↑  第1期（2019年）、第2期『おかわり』（2020年）
9. ↑  『ワッチャプリマジ！』（2021年 - 2022年）、『ワッチャプリマジ！スタジオ』（2022年 - 2023年）
10. ↑  『キャッチ!ティニピン』（2022年 - 2023年）、『キラキラ キャッチ!ティニピン』（2024年）

### 初出話一覧
1. ↑  第25話初出
2. 1 2 3 4 5 6 7  第1話初出
3. 1 2  第11話初出
4. ↑  第38話初出
5. 1 2 3 4  第4話初出
6. ↑  第18話初出
7. ↑  第35話初出
8. ↑  第6話初出
9. ↑  第9話初出
10. ↑  第12話初出
11. 1 2  第3話初出
12. ↑  第17話初出
13. ↑  第10話初出
14. ↑  第13話初出
15. 1 2  第7話初出
16. ↑  第8話初出
17. ↑  第5話初出